# Sadie Stanley
Sadie Stanley (Columbia, 15 de novembro de 2001), é uma atriz americana. Seu papel mais conhecido é de Kim Possible em Kim Possible, filme live-action do Disney Channel.Após alguns meses,foi convidada a participar na série Changes The World,uma série do canal de TV Disney Channel.

## Filmografia
| Ano  | Título       | Personagem   | Notas         |
| ---- | ------------ | ------------ | ------------- |
| 2019 | Kim Possible | Kim Possible | Filme para TV |

| Ano  | Título        | Personagem    | Notas                                     |
| ---- | ------------- | ------------- | ----------------------------------------- |
| 2017 | The Goldbergs | Brea Bee      |                                           |
| 2018 | Game Shakers  | Giggling Girl | Episódio: “Bug Tussle”                    |
| 2019 | Coop e Cami   | Tracey Kruger | Episódio: “Would You Wrather Just Dance?” |
| 2020 | The Sleepover | Clancy        | Filme Original Netflix                    |

## Ligações Externas
- Sadie Stanley. no IMDb.